# 联苄
联苄（1,2-二苯基乙烷）是一种芳香化合物，可以看作乙烷中两个碳上各有一个氢原子被苯基取代的产物。

## 自然存在
联苄是一些天然产物的核心部分，例如二氢芪类和异喹啉生物碱。